# Apopestes maura
Apopestes maura är en fjärilsart som beskrevs av W. Warren 1913. Apopestes maura ingår i släktet Apopestes och familjen nattflyn. Inga underarter finns listade i Catalogue of Life.